# 飯田市立病院
飯田市立病院（いいだしりつびょういん）は長野県飯田市にある医療機関。飯田市病院事業条例（平成19年3月30日条例第26号）に基づき飯田市が運営する病院であり、救命救急センター、地域周産期母子医療センター、地域がん診療連携拠点病院、エイズ治療拠点病院の機能を有するなど、下伊那地域の中核病院である。

## 沿革
- 1951年（昭和26年）3月12日 - 病院開設許可される。
- 1951年（昭和26年） - 飯田市東栄町に病院を開設する。
- 1951年（昭和26年）12月3日 - 診療を開始する。
- 1977年（昭和52年） - 新館を増築し、病床数が一般304床、結核61床と大幅に増床する。
- 1989年（平成元年） - 総合病院、臨床修練指定病院に指定される。
- 1990年（平成2年）7月4日 - 新築する病院の開設許可。
- 1992年（平成4年） - 病院を新築し、現在地に移転。その後東栄町の跡地には県の施設「さんとぴあ飯田」が建てられた。
- 1992年（平成4年）10月26日 - 新築した病院での診療を開始する。
- 1995年（平成7年） - 伝染病隔離病舎、看護師養成実習室が完成する。

## 診療科目
- 内科
- 神経内科
- 循環器科
- 呼吸器科
- 消化器科
- 外科
- 心臓血管外科
- 呼吸器外科
- 整形外科
- リウマチ科
- リハビリテーション科
- 小児科
- 産婦人科
- 泌尿器科
- 形成外科
- 脳神経外科
- 眼科
- 耳鼻咽喉科
- 皮膚科
- 放射線科
- 麻酔科
- 歯科
- 歯科口腔外科

## 医療機関の指定等
- 保険医療機関
- 労災保険指定医療機関
- 指定自立支援医療機関（更生医療）
- 生活保護法指定医療機関
- 結核指定医療機関
- 指定養育医療機関
- 原子爆弾被害者医療指定医療機関
- 臨床研修指定病院
- 臨床修練指定病院
- 地域医療支援病院
- 災害拠点病院
- 救命救急センター
- がん診療連携拠点病院
- エイズ治療拠点病院
- 地域周産期母子医療センター
- 第二種感染症指定医療機関
- 母体保護法指定医の配置されている医療機関

## 交通
- 東海旅客鉄道飯田線飯田駅より車で10分。
- 東海旅客鉄道飯田線伊那八幡駅より徒歩15分 (1km)。
- 中央自動車道飯田ICから車で約7分 (3.5km)。

## テレビ番組
- 日経スペシャル ガイアの夜明け 医者がいない！？～“医療難民”を防げ～（2007年1月9日、テレビ東京）[3] - 開業医との「連携プレー」を行う体制を取材。